# PA Knights
Pour les articles homonymes, voir Knight.

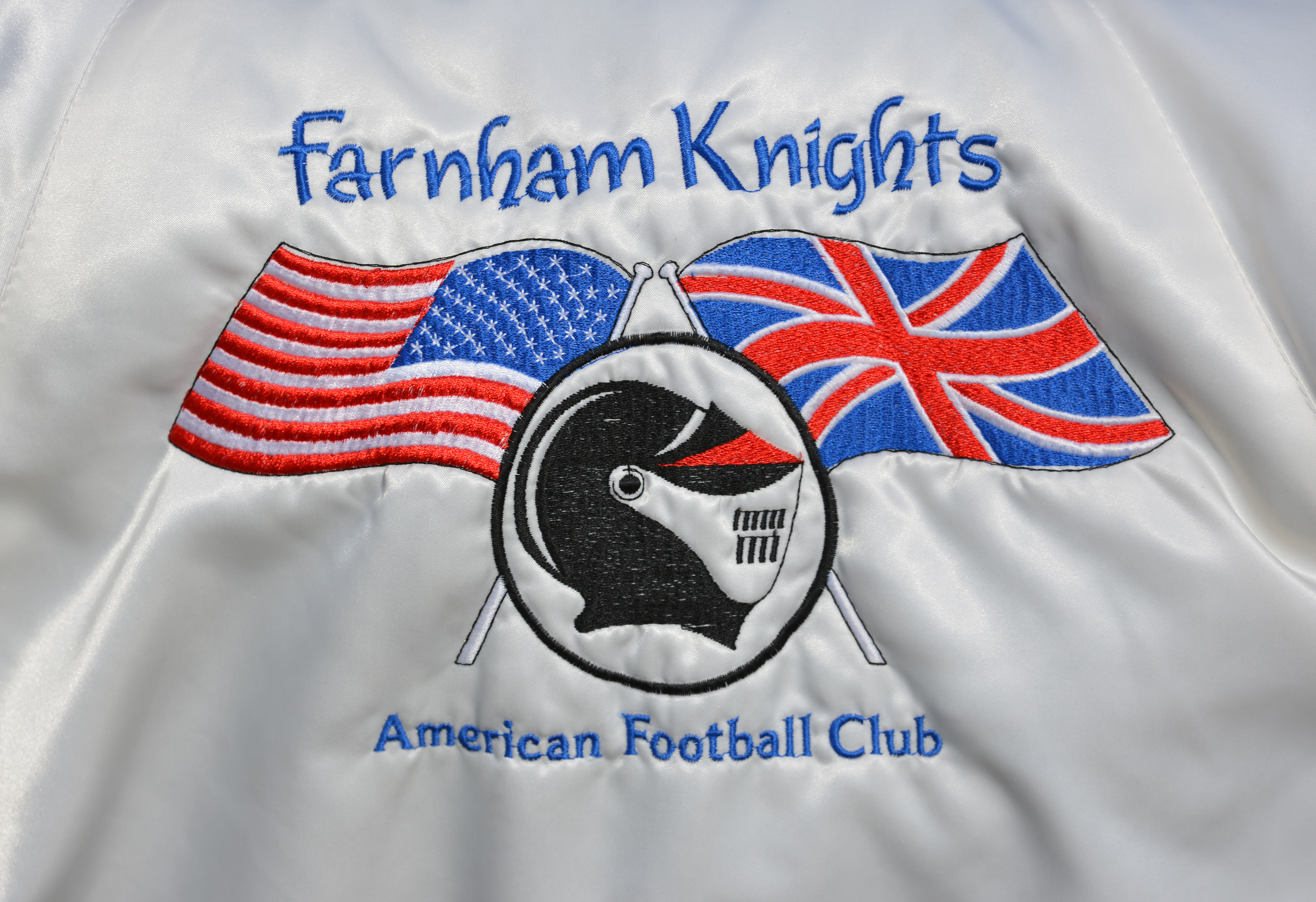
Logo sur la veste des membres de l'équipe.

Farnham MH Knights est un club anglais de football américain fondé en 1984 et basé à Aldershot (Hampshire).
Fondé en 1984 sous le nom de Farnham Knights, le club fusionne en 1992 avec les Hampshire Cavaliers pour donner naissance aux AFC Southern Seminoles. En 1997, le sponsor Personal Assurance offre au club un partenariat et le club est rebaptisé PA Knights (Personal Assurance Knights).

## Palmarès
- Brit Bowl
  - Champion : 2004
  - Vice-champion : 2002, 2005

- EFAF cup
  - Finaliste : 2004